# IC 1687
IC 1687 ist eine kompakte, elliptische Galaxie vom Hubble-Typ C/E3 im Sternbild Fische auf der Ekliptik. Sie ist schätzungsweise 231 Millionen Lichtjahre von der Milchstraße entfernt und hat einen Durchmesser von etwa 35.000 Lj.
Im selben Himmelsareal befinden sich u. a. die Galaxien NGC 503, NGC 504, NGC 507, NGC 508.
Das Objekt wurde am 1. Dezember 1899 vom französischen Astronomen Stéphane Javelle entdeckt.